# Ochlenberg
Ochlenberg (toponimo tedesco) è un comune svizzero di 563 abitanti del Canton Berna, nella regione dell'Emmental-Alta Argovia (circondario dell'Alta Argovia).

## Società

### Evoluzione demografica
L'evoluzione demografica è riportata nella seguente tabella:
Abitanti censiti

## Geografia antropica

### Frazioni
Le frazioni di Ochlenberg sono:
- Aspi
- Dornegg
- Duppetal
- Humberg[senza fonte]
- Oschwand
- Spych[senza fonte]
- Stauffenbach
- Sulzberg[senza fonte]
- Wäckerschwend
- Willershüseren[senza fonte]

## Amministrazione
Ogni famiglia originaria del luogo fa parte del cosiddetto comune patriziale e ha la responsabilità della manutenzione di ogni bene ricadente all'interno dei confini del comune.